# Newport News Shipbuilding

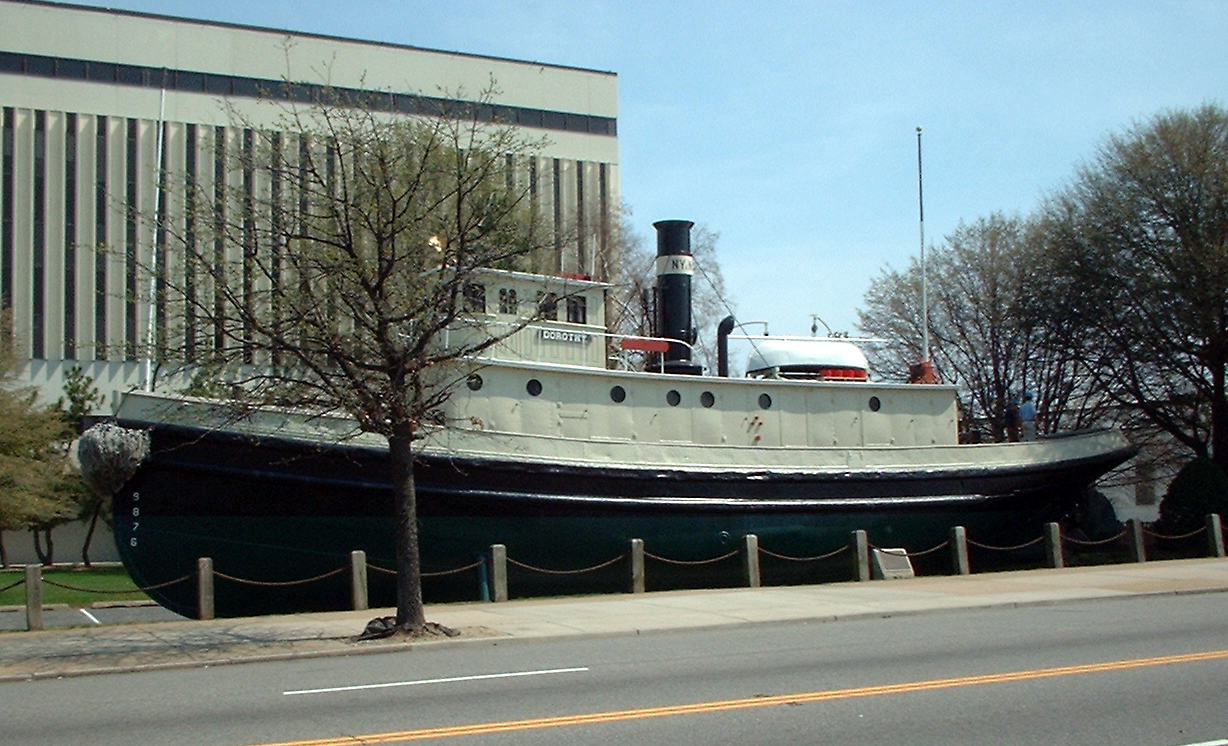
Holownik „Dorothy”

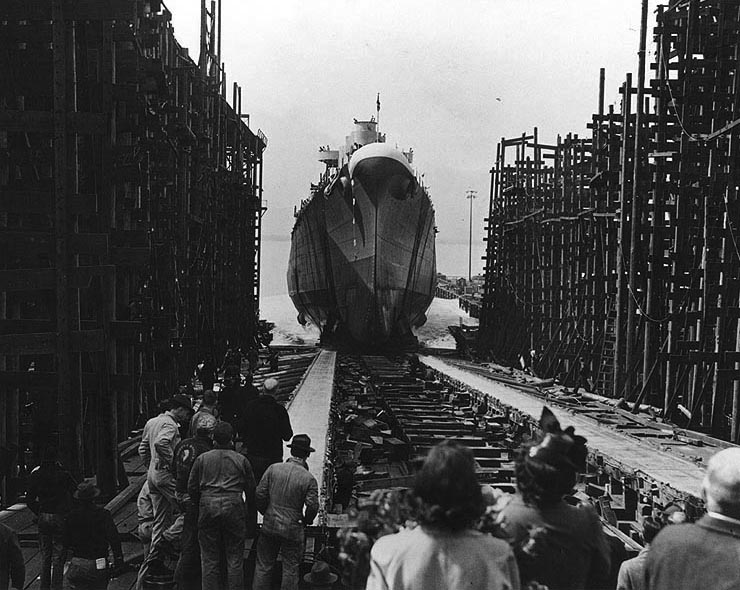
Wodowanie krążownika USS „Birmingham” (CL-62)

Newport News Shipbuilding – amerykańska stocznia należąca do koncernu Huntington Ingalls Industries – części okrętowej Northrop Grumman – w Newport News w stanie Wirginia, przy ujściu rzeki James do zatoki Chesapeake, budująca jednostki pływające na potrzeby cywilne oraz marynarki wojennej Stanów Zjednoczonych. Obecnie jest jedyną obok Electric Boat amerykańską stocznią dysponującą certyfikatami i wyposażeniem niezbędnym do budowy okrętów z napędem jądrowym.

## Produkcja cywilna
Pierwsza jednostką wodną zbudowana w stoczni Newport News był holownik „Dorothy”, powstały w roku 1891.

## Produkcja wojskowa
Na zamówienie United States Navy, stocznia Newport News produkuje okręty nawodne i podwodne o napędzie konwencjonalnym i jądrowym. Obok specjalizującej się w budowie okrętów podwodnych stoczni Electric Boat (GD/EB), jest jedną z dwóch amerykańskich stoczni dysponujących odpowiednim czynnym zapleczem, technologiami i certyfikatem na produkcję i wyposażanie okrętów o napędzie jądrowym.
W stoczni Newport News powstała większość amerykańskich okrętów nawodnych o napędzie jądrowym, w tym wszystkie tak napędzane lotniskowce
1. Pancernik USS „Texas” (BB-35)
2. USS „Ranger”, pierwszy okręt US Navy budowany od początku jako lotniskowiec, 1933
3. Lotniskowce typu Yorktown:
  - USS „Yorktown”, 1936
  - USS „Enterprise”, 1936
  - USS „Hornet”, 1940
4. Lotniskowce typu Essex:
  - USS „Essex”, 1942
  - USS „Yorktown”, 1943
  - USS „Intrepid”, 1943
  - USS „Hornet”, 1943
  - USS „Franklin”, 1943
  - USS „Ticonderoga”, 1944
  - USS „Randolph”, 1944
  - USS „Bennington”, 1944
  - USS „Boxer”, 1944
  - USS „Leyte”, 1945
5. Lotniskowce typu Midway:
  - USS „Midway”, 1945
  - USS „Coral Sea”, 1946
6. Lotniskowce typu Forrestal:
  - USS „Forrestal”, 1954
  - USS „Ranger”, 1956
7. Okręt podwodny USS „Shark” (SSN-591) – pierwszy atomowy okręt podwodny stoczni 1959,
8. Atomowy okręt podwodny USS „Robert E. Lee” – nosiciel strategicznych pocisków balistycznych 1959,
9. USS „Enterprise” (CVN-65), 1960 – pierwszy lotniskowiec z napędem atomowym
10. USS „America” (CV-66), 1964
11. USS „John F. Kennedy”, 1967
12. USS „Arkansas”, 1980 (Krążownik typu Virginia)
13. Lotniskowce typu Nimitz – wszystkie lotniskowce tego typu:
  - USS „Nimitz”, 1972
  - USS „Dwight D. Eisenhower”, 1975
  - USS „Carl Vinson”, 1980
  - USS „Theodore Roosevelt”, 1984
  - USS „Abraham Lincoln”, 1988
  - USS „George Washington”, 1990
  - USS „John C. Stennis”, 1993
  - USS „Harry S. Truman”, 1996
  - USS „Ronald Reagan”, 2001
  - USS „George H.W. Bush”, 2006
14. Lotniskowce typu Gerald R. Ford:
  - USS „Gerald R. Ford”
15. atomowe okręty podwodne typu Los Angeles – 29 z 62 jednostek
16. atomowe okręty podwodne typu Virginia
  - USS „Texas”, 2005
  - USS „North Carolina”, 2007
  - USS „New Mexico”, 2009
  - USS „California”, 2010
  - USS „Minnesota”, 2012